# Claremont (Minnesota)
Claremont è un comune degli Stati Uniti d'America, situato nello Stato del Minnesota, nella contea di Dodge.